# Virola megacarpa
Virola megacarpa là một loài thực vật thuộc họ Myristicaceae. Đây là loài đặc hữu của Panama. Chúng hiện đang bị đe dọa vì mất môi trường sống.